# Quetzal-de-crista
Quetzal-de-crista (Pharomachrus antisianus) é uma espécie de ave da família Trogonidae. Nativo da América do Sul, é encontrado na Venezuela, Colômbia, Equador, Peru e Bolívia.